# Penrhyn Castle
Penrhyn Castle (walisisk: Castell Penrhyn) er et country house i Llandygai, Bangor, Gwynedd, North Wales, der er udformet som en normannisk borg. Det var oprindeligt en befæstet herregård fra middelalderen, som blev grundlagt af Ednyfed Fychan i starten af 1200-tallet. I 1438 fik Ioan ap Gruffudd licens til krenelering, og han etablerede en borg i sten og et beboelsestårn. Samuel Wyatt genopførte bygningen i 1780'erne.
Den nuværende bygning er opført mellem 1822 og 1837 efter tegninger af Thomas Hopper på vegne af ejeren, der udvidede og ombyggede den eksisterende bygning voldsomt, så den fuldstændigt ændrede udtryk. 